# Relaciones España-Rusia
Las Relaciones España-Rusia (en ruso: Российско-испанские отношения) se refiere a las relaciones bilaterales entre la Federación Rusa y el Reino de España. La Monarquía Hispánica y el Principado de Moscú intercambiaron enviados en 1520; embajadas regulares se establecieron en 1722. Las relaciones españolas con la URSS terminaron después de la guerra civil española, se establecieron gradualmente desde 1963 y plenamente en 1977. El comercio entre los dos países ascendió a dos mil millones euros en 2008. En marzo de 2009, los dos países firmaron un acuerdo energético dotar a las empresas de energía nacionales de acceso a los mercados nacionales de otros fabricantes.

## Moscovia y Rusia imperial
Los contactos oficiales entre la Monarquía Hispánica y el Principado de Moscú se remontan a 1519, cuando el rey Carlos I de España notificó al gran duque Basilio III de Moscú de su ascensión al trono del Sacro Imperio Romano Germánico como Carlos V. En 1523, Yakov Polushkin entregó la respuesta de Basilio en la corte de Valladolid, convirtiéndose así en el primer enviado de Rusia a España. En 1525, los enviados rusos Ivan Zaikin-Yaroslavsky y Semen Borisov presentaron sus credenciales a Carlos; llevaron la noticia del descubrimiento de América a Moscú.
La Inquisición española y, especialmente, las secuelas del Edicto de Granada que expulsó a los judíos del reino eran de particular interés para el clero ruso del siglo XVI, obsesionado con la supresión de la herejía dentro de la Iglesia ortodoxa rusa. Otro contacto temporal fue establecido por la embajada de Piotr Potemkin (1667-1668), durante el reinado de Alexis I de Rusia.
Las embajadas regulares de los dos países se establecieron por Pedro I de Rusia y Felipe V de España en 1722; en 1723, el Imperio ruso también abrió un consulado en Cádiz. El príncipe Sergey Golitsyna sirvió como el primer embajador de Rusia en España; el Duque Diego Francisco de Liria, quien también heredó el título jacobita de Duque de Berwick, fue embajador de España en Rusia. Sin embargo, después de la muerte inesperada de Pedro II de Rusia, España declaró tras la ascensión de Ana de Rusia que las relaciones diplomáticas eran ilegales y permanecieron cortadas hasta 1759. De Liria, que vio de cerca los acontecimientos de 1730, proporciona una cuenta importante de la ascensión de Ana.
En 1799-1801, España rompió relaciones después de que Pablo I de Rusia asumiera el título de la Iglesia católica en gran maestre de los caballeros hospitalarios. De 1833 a 1856, Rusia cerró las embajadas, negando la legitimidad de Isabel II de España. Aparte de estos dos conflictos, las relaciones transcurrieron sin complicaciones; los dos países nunca tuvieron guerras directas entre ellos. En 1756-1763 eran aliados en la guerra  de los siete años. Durante las Guerras Napoleónicas, los dos países lucharon tanto en aliados como enemigos, pero no combatieron entre sí directamente.
Durante la Revolución rusa, Alfonso XIII intentó la exfiltración de la familia Romanov desde Rusia a España después de la abdicación de Nicolás II. Curiosamente, la gran duquesa María Vladímirovna Románova nació en Madrid el 23 de diciembre de 1953 y, actualmente, vive en la capital española junto a su hijo, Jorge Mijáilovich Románov, quien nació el 13 de marzo de 1981.

## Federación de Rusia

### Establecimiento de relaciones y contexto económico
España estableció relaciones diplomáticas con la independiente Federación de Rusia el 9 de diciembre de 1991. Igor Ivanov, un veterano de la embajada soviética en Madrid, fue nombrado embajador de Rusia en España y sirvió en Madrid hasta 1994. En abril de 1994 el presidente Boris Yeltsin se convirtió en el primer jefe de Estado ruso en hacer una visita de Estado a España. Juan Carlos I visitó Rusia en 2002, 2006, 2008 y 2012. Dos meses después de la visita informal de 2006, los medios de comunicación informaron que el rey disparó un oso domesticado sedado (un regalo común para los huéspedes de alto rango en las reservas de caza rusos). Las autoridades rusas y portavoces del rey les niega el hecho.
La participación de España en el comercio exterior de Rusia en la década de 2000 situaron ligeramente por encima del 1% de las exportaciones rusas (dominadas por el petróleo y las materias primas); Las exportaciones españolas a Rusia fueron significativamente menores (2001: 488 millones de dólares frente a 890 millones de dólares). En el año 2008, de acuerdo con Dmitri Medvédev, el comercio exterior niveló a los 2 mil millones de euros (menos del 1% del comercio exterior de uno u otro país), mientras que entre Rusia y otros países comparables a España se mide en decenas de millones de dólares euro. La participación de España en inversión extranjera directa para la economía rusa sigue siendo insignificante, la mayor inversión (como en 2003), en 319 millones de dólares, ha sido hecha por Segura Consulting.

### Década de 2000
En diciembre de 2000, las relaciones fueron tensas por la negativa de España a extraditar al banquero fugitivo y ejecutivo de medios Vladímir Gusinski. Gusinski, detenido y puesto en libertad en España, emigró a Israel en abril de 2001.
Durante la última visita de Estado del presidente ruso Dmitri Medvédev en España, en marzo de 2009, ambos países firmaron un acuerdo energético dando a las empresas españolas un mayor acceso a los combustibles fósiles rusos a cambio de aliviar la normativa española en materia de compra de las empresas energéticas españolas por las empresas rusas. De acuerdo con el presidente del Gobierno español  Zapatero, "El memorándum significa una mayor seguridad en el suministro energético de España y garantiza un mejor acceso de nuestras empresas a reservas energéticas rusas". El memorando fue seguido por un acuerdo entre Gazprom y Gas Natural que da el acceso lateral español con tuberías de exportación de Gazprom y, potencialmente, el yacimiento de gas de Shtokman de salida, a cambio de una participación en las empresas eléctricas españolas.

### Década de 2010

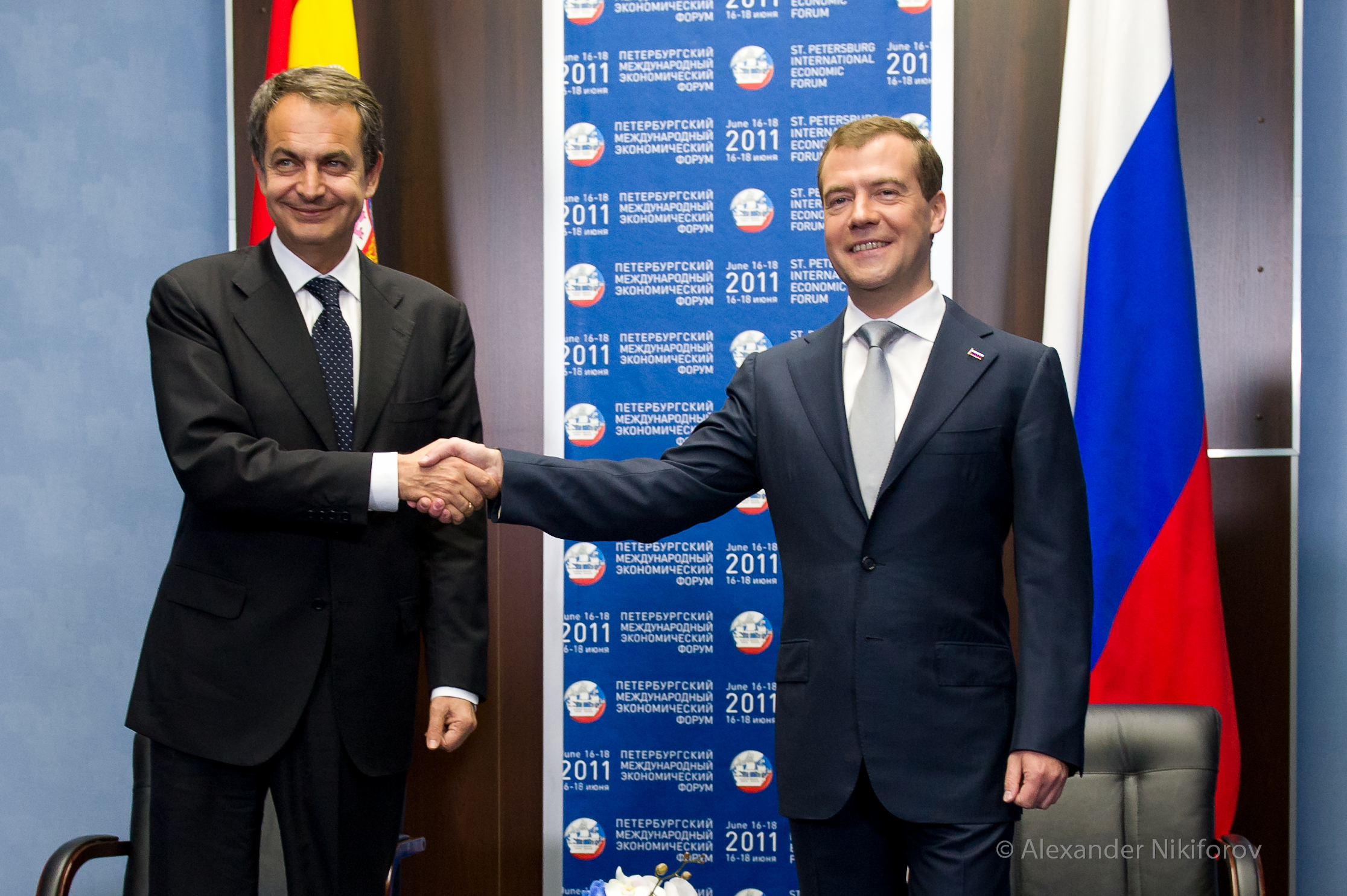
El presidente español José Luis Rodríguez Zapatero y el presidente ruso Dmitri Medvédev en 2011.

El nuevo concepto de la política exterior rusa de febrero de 2013, dedica un apartado expresamente a la importancia del desarrollo de las relaciones bilaterales con países europeos, como Alemania, Francia, Italia y Países Bajos, mientras que España queda relegada a la categoría de "otros". Los dos países firmaron un acuerdo de cooperación militar en julio de 2013.
En 2014, Rusia anexionó Crimea a costa de Ucrania ante la protesta de las potencias occidentales, lo que provoca un empeoramiento general de sus relaciones con todos los países de la UE, lo que incluye a España. El gobierno español defendió la "integridad territorial de Ucrania", lo cual afirmó en persona el propio rey de España, Felipe VI, al ministro de Exteriores ruso, Serguei Lavrov. La UE en consecuencia impuso restricciones a las exportaciones a Rusia, unido a las propias restricciones impuestas por las autoridades rusas a productos de alimentación, entre ellos fruta, carne, pescado, lácteos (con lactosa) o ropa o calzado.
En 2016, se negó a una flotilla rusa, la cual incluía el portaaviones Almirante Kuznetsov, a hacer escala en el puerto de Ceuta por su intervención en el conflicto sirio. El 17 de noviembre de 2016 un avión caza Su-35 de la Fuerza Aérea Rusa sobrevoló los mares costeros de España y Portugal con el IFF, el emisor identificativo apagado, sin establecer ninguna comunicación por radio. Fue escoltado por varios cazas españoles y portugueses hasta que abandonó las cercanías del espacio aéreo de la OTAN. Según los expertos estaba controlando la capacidad de la respuesta de la OTAN y su sistema de radar. El secretario de Estado español para Asuntos Exteriores, Ignacio Ybanez, expresó a los funcionarios de la OTAN el apoyo de España a las relaciones constructivas y la cooperación entre Rusia y la OTAN, por lo que el país defiende la continuación del diálogo político, dijo el Ministerio de Relaciones Exteriores español.
En 2017, la prensa española acusó a Rusia de causar injerencia a través de la web con el fin de desestabilizar el Estado español y favorecer al independentismo catalán. La ministra española de defensa, María Dolores de Cospedal, denunció estos hechos ante la UE. Los servicios de inteligencia españoles informaron a su vez que un político cercano a Vladímir Putin, Dimitri Medoev, visitó Barcelona e inauguró una oficina comercial de Osetia del Sur en la ciudad.
En 2019, España y Rusia recuperaron su cooperación, deteriorada por las mareas económicas y políticas. De ello se aportaron últimamente muchas pruebas, que van desde la inauguración en el Museo Pushkin, de Moscú, de una exposición de obras de Pablo Picasso hasta el acuerdo de crear una alianza entre ocho universidades públicas de los dos países. En mayo, las relaciones se deterioraron a corto plazo cuando el alto representante español de la política exterior de la UE, Josep Borrell, clasificó a Rusia como el "viejo enemigo" de Europa. Moscú, creyendo que se refería a una declaración inamistosa entre España y Rusia, citó al embajador español en Rusia, Fernando Valderrama Pareja, para expresar la decepción de las palabras de Borrell. El propio ministro español afirmó que sus declaraciones fueron malinterpretadas. El vicegobernador del Óblast de Moscú, Vadim Jromov, dijo, en declaraciones exclusivas a The Diplomat, que hay varias áreas de cooperación entre Rusia y España "muy favorables para ambos" y "consideramos que el mundo de los negocios no tiene nada que ver con sanciones y seguiremos apoyando las relaciones amistosas entre España y Rusia, que ya tienen cientos de años y que no van a cambiar por decisiones particulares tomadas en un momento dado". Ambos países celebraron 300 años de relaciones diplomáticas y culturales que condujeron a la inauguración de embajadas permanentes en 1723, recordando que “hace 500 años ya se produjeron los primeros contactos oficiales entre la corte española y el ducado moscovita”.

### Década de 2020
En 2020, el representante de la diplomacia rusa dijo en los márgenes de la XI edición del Foro Gaidar desconocer si ya se han establecido contactos entre Moscú y el nuevo Gobierno español, y aseguró que Rusia está interesada en "profundizar las tradicionales relaciones amistosas y de asociación" con España. "Nosotros consideramos que no existe razón alguna para que nuestras naciones se orienten por la política de otros y confiamos en que las relaciones ruso-españolas, con el actual Gobierno -o con cualquier otro- tengan un buen futuro", indicó. El embajador ruso en Madrid, Yuri Korchagin, aseguró a EFE que las relaciones entre España y Rusia han sido "excelentes" tanto con el Gobierno del PP como ahora con el socialista. "Nunca, con los gobiernos democráticos en España, hemos tenido algún problema o algún impasse. Siempre hay un interés de seguir adelante, promover nuestra relación y amistad. Las relaciones entre Rusia y España son amistosas", subrayó.
Sin embargo, España, junto al resto de los países de la UE, se posicionó contra Rusia durante las protestas en Bielorrusia de 2020-2021 y por la detención del líder opositor Alekséi Navalni. Las relaciones se enfrentan a un futuro incierto tras la publicación de un informe de inteligencia europeo, en el que certificaba los contactos políticos del Kremlin para desestabilizar a los países europeos, y por la invasión rusa de Ucrania, en la cual, tanto España como la mayoría de los países de Europa han apoyado sanciones restrictivas contra Rusia. Asimismo, España facilitó el asilo para aquellos ciudadanos rusos que huyen de la guerra ruso-ucraniana. La muerte de la trabajadora humanitaria española Emma Igual es investigada como crimen de guerra a pedido del ministro de asuntos exteriores José Manuel Albares.

## Misiones diplomáticas residentes
- España tiene una embajada en Moscú y un consulado-general en San Petersburgo.
- Rusia tiene una embajada en Madrid y un consulado-general en Barcelona.

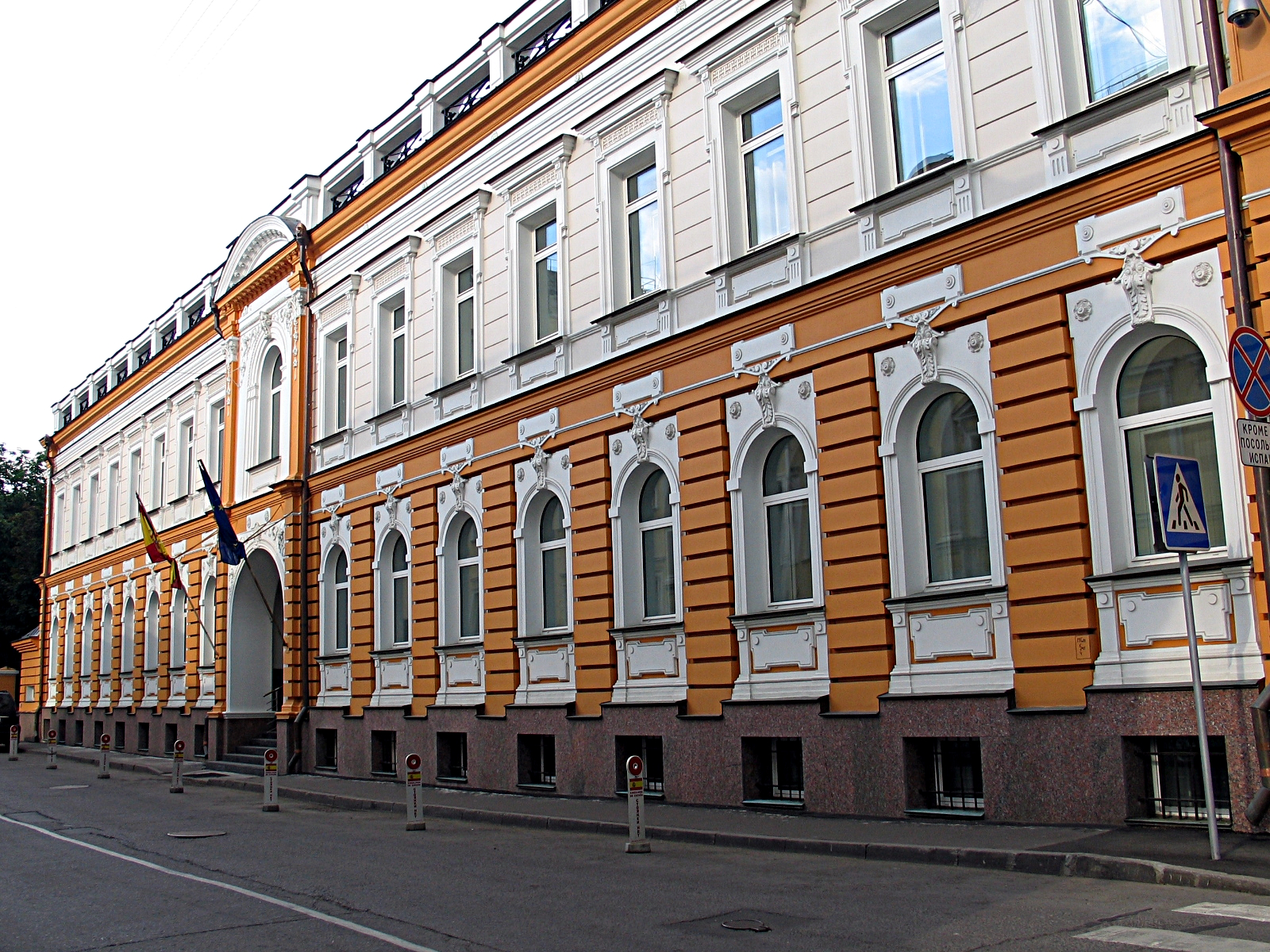
Embajada de España en Moscú.
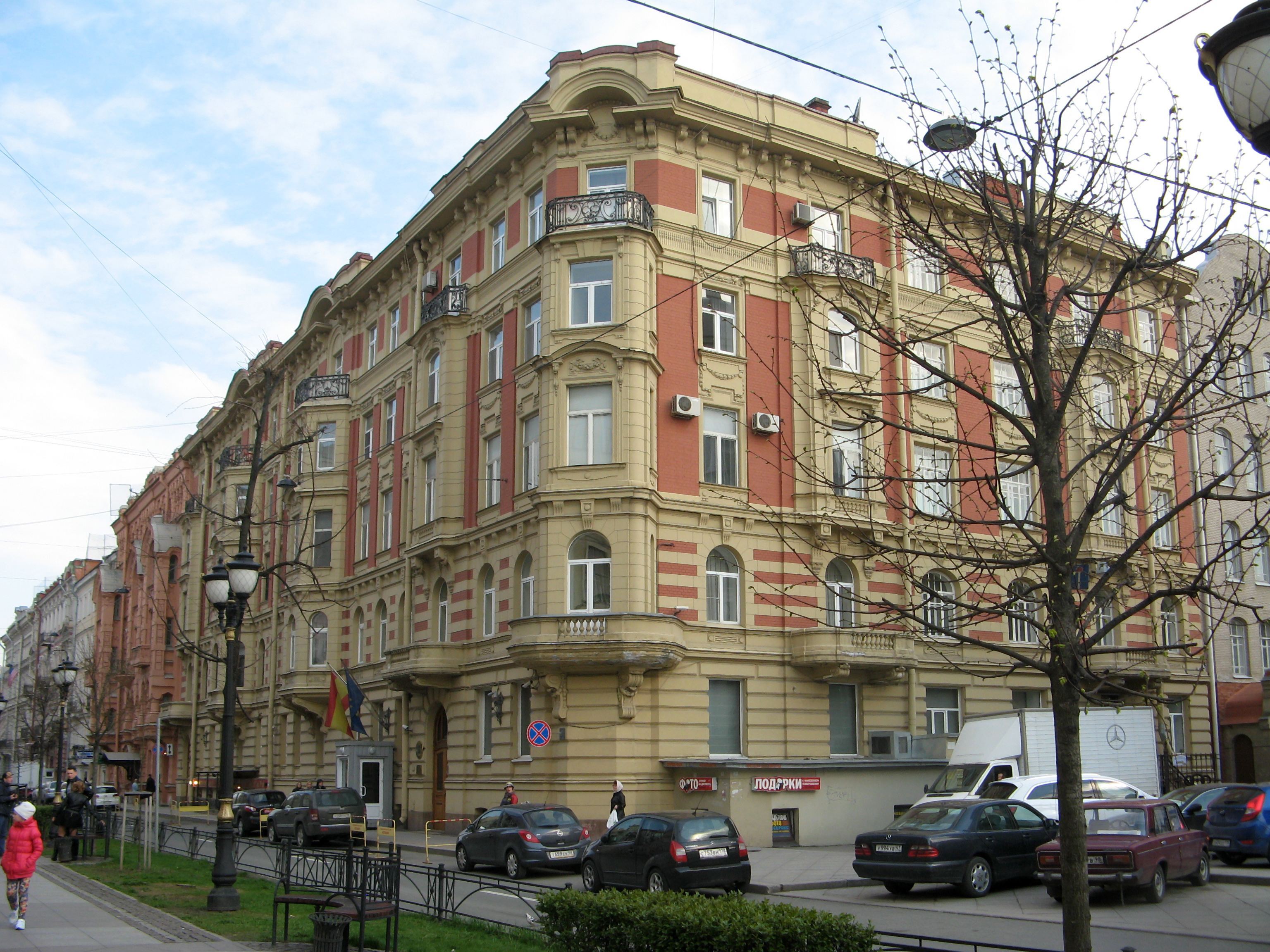
Consulado-General de España en San Petersburgo.
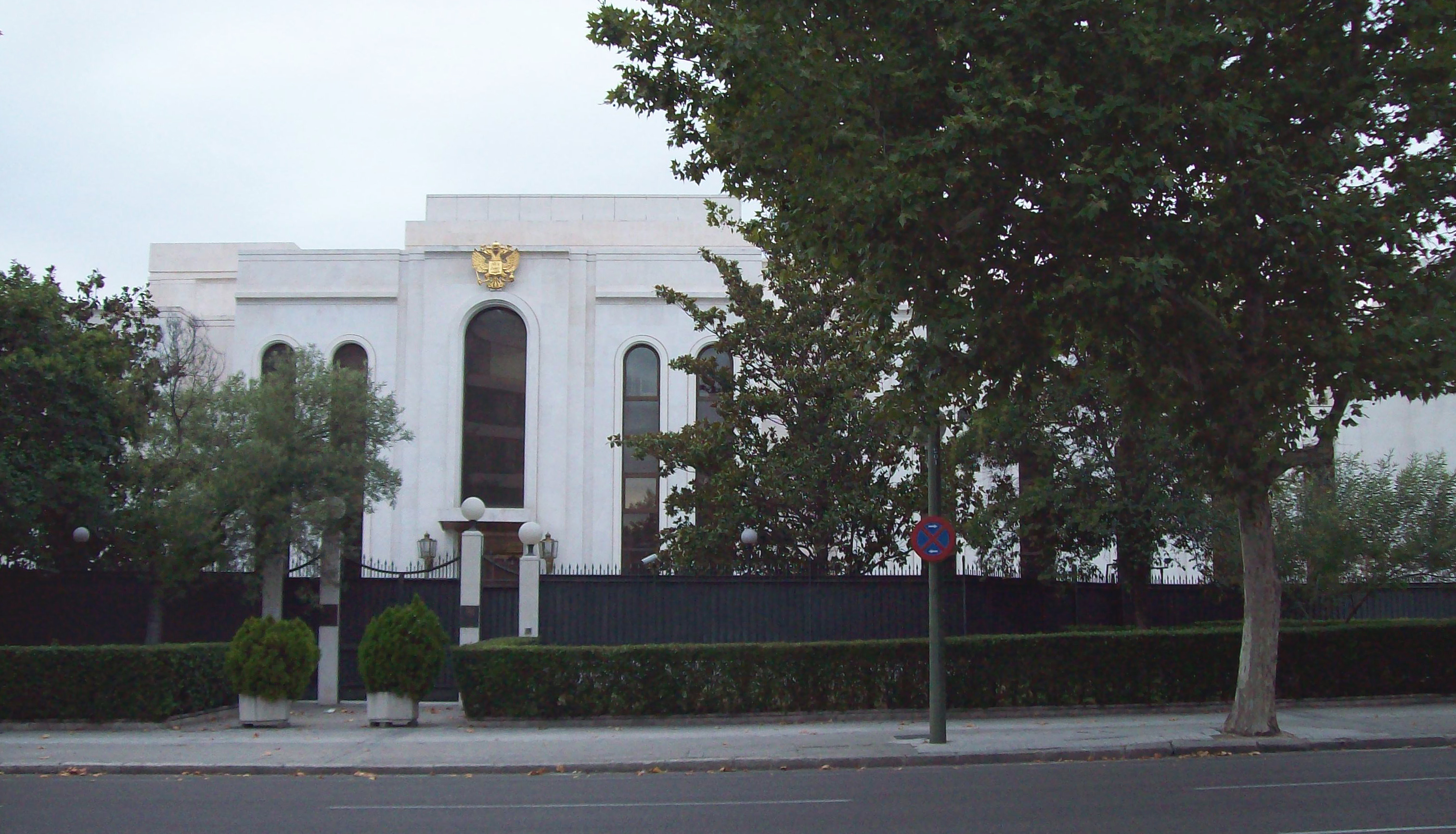
Embajada de Rusia en Madrid.
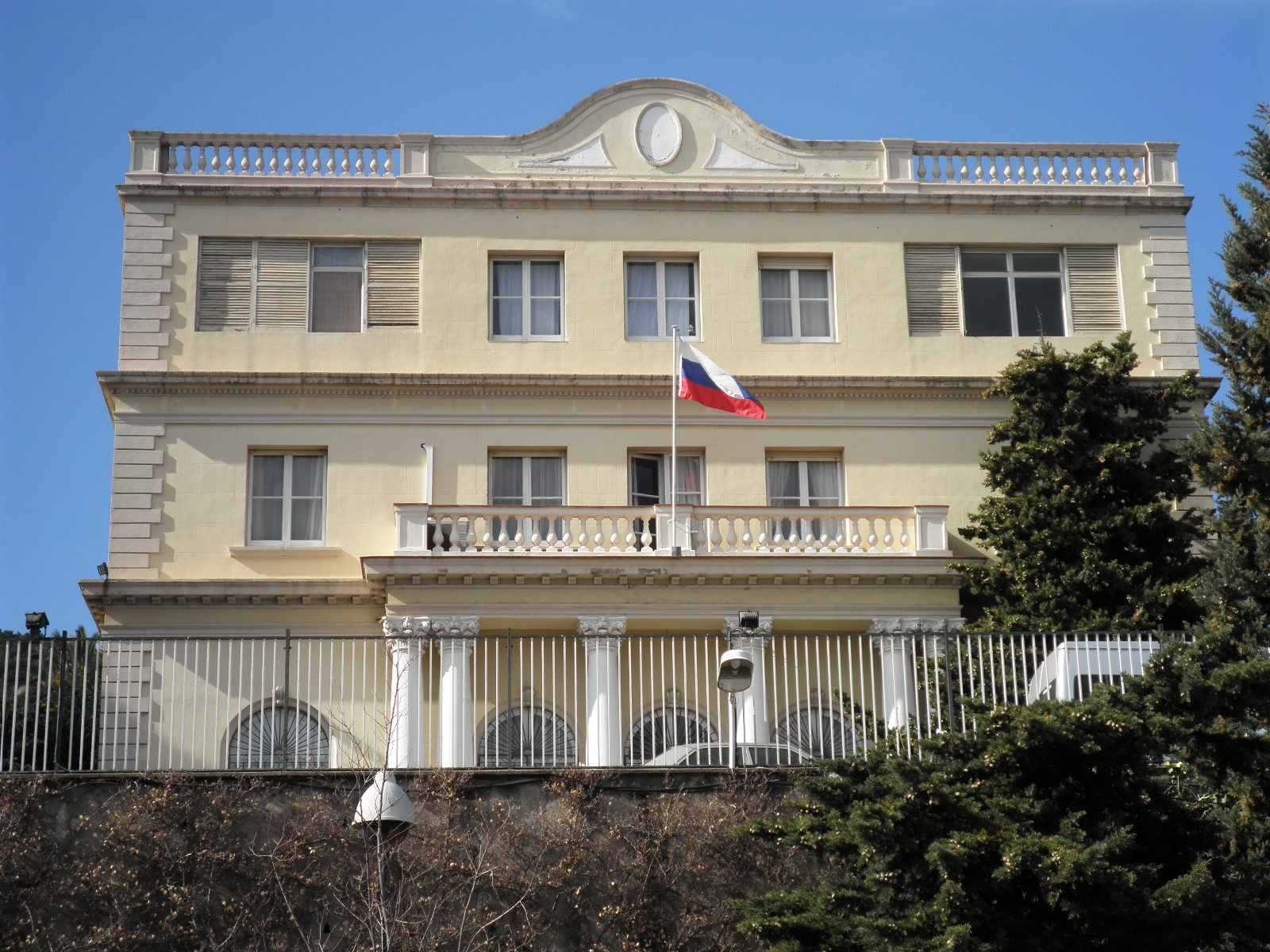
Consulado-General de Rusia en Barcelona.